# Johanna Tietge
Johanna Tietge (* 16. April 1996 in Gifhorn) ist eine deutsche Fußballspielerin.

## Karriere

### Vereine
Johanna Tietge wechselte im Sommer 2011 von den Jungen des SSV Kästorf zum VfL Wolfsburg, bei dem sie zunächst ein Jahr zum Kader der B-Juniorinnen gehörte. Ab der Saison 2012/13 gehörte sie zum Erstligakader und gab am 5. Mai 2013 bei der 0:2-Niederlage gegen den 1. FFC Turbine Potsdam ihr Debüt in der Bundesliga. Mit dem VfL Wolfsburg gewann sie in der Spielzeit 2012/13 das Triple, bestehend aus Deutscher Meisterschaft, DFB-Pokalsieg und dem Champions-League-Sieg.
Im Juli 2017 schloss sie sich dem SC Sand an.
Am 7. Februar 2020 gab der 1. FC Köln die Verpflichtung der zu diesem Zeitpunkt vertragslosen Tietge bekannt.

### Nationalmannschaft
Tietge gehörte 2012 zum deutschen Team, das in Nyon die U-17-Europameisterschaft gewann, und stand dabei sowohl im Halbfinale als auch im Finale über die gesamte Spielzeit auf dem Platz. Im selben Jahr nahm sie an der U-17-Weltmeisterschaft teil und erreichte mit ihrer Mannschaft nach einer Halbfinalniederlage gegen Nordkorea den vierten Platz. 2013 bestritt sie ihre erste Partie für die U-19-Nationalmannschaft und wurde von Trainerin Maren Meinert in den Kader für die Europameisterschaft 2013 in Wales berufen. Dort erzielte sie im dritten Gruppenspiel gegen Finnland mit dem Tor zum zwischenzeitlichen 1:0 ihren ersten Treffer im Nationaltrikot.

## Erfolge
- Champions-League-Siegerin: 2013, 2014
- Deutsche Meisterin: 2013, 2014
- DFB-Pokal-Siegerin: 2013, 2015
- U-17-Europameisterin: 2012